# Kamnik
Kamnik (tyska: Stein) är en historisk stad i Slovenien, vid foten av Kamnik-Savinjaalperna, inte långt från Ljubljana. Staden grundades på 1000-talet och styrdes länge av den bayerska adelsfamiljen Andechs. Två medeltida borgar, den ena från 1000-talet, delvis i ruiner och franciskanerklostret visar att Kamnik en gång var betydelsefull. Det var en marknadsplats längs vägen mellan Ljubljana och Celje via Tuhinj-dalen, men förlorade sin betydelse på 1500-talet, när handelsrutten lades om till passet över Trojane som egentligen var den rutt som användes redan under Antiken. De historiska stadskvartern är Šutna, Na Produ ("På gruset"), Novi Trg ("Nytorget"), Pred Mostom ("Framför Bron"), Graben ("Vallgraven") och Podgoro ("Under berget").
Med järnvägen 1890 kom flera industrier, bland andra möbelfabriken Stol (”Stolen”) som var verksam i Kamnik fram till 1990-talet.
Termalkällorna i Snovik ligger strax utanför staden, liksom högfjällsplatån Velika Planina med pister och fäbodar där det fortfarande betar kreatur sommartid. En kabinbana tar besökare upp till runt 1600 m ö.h.

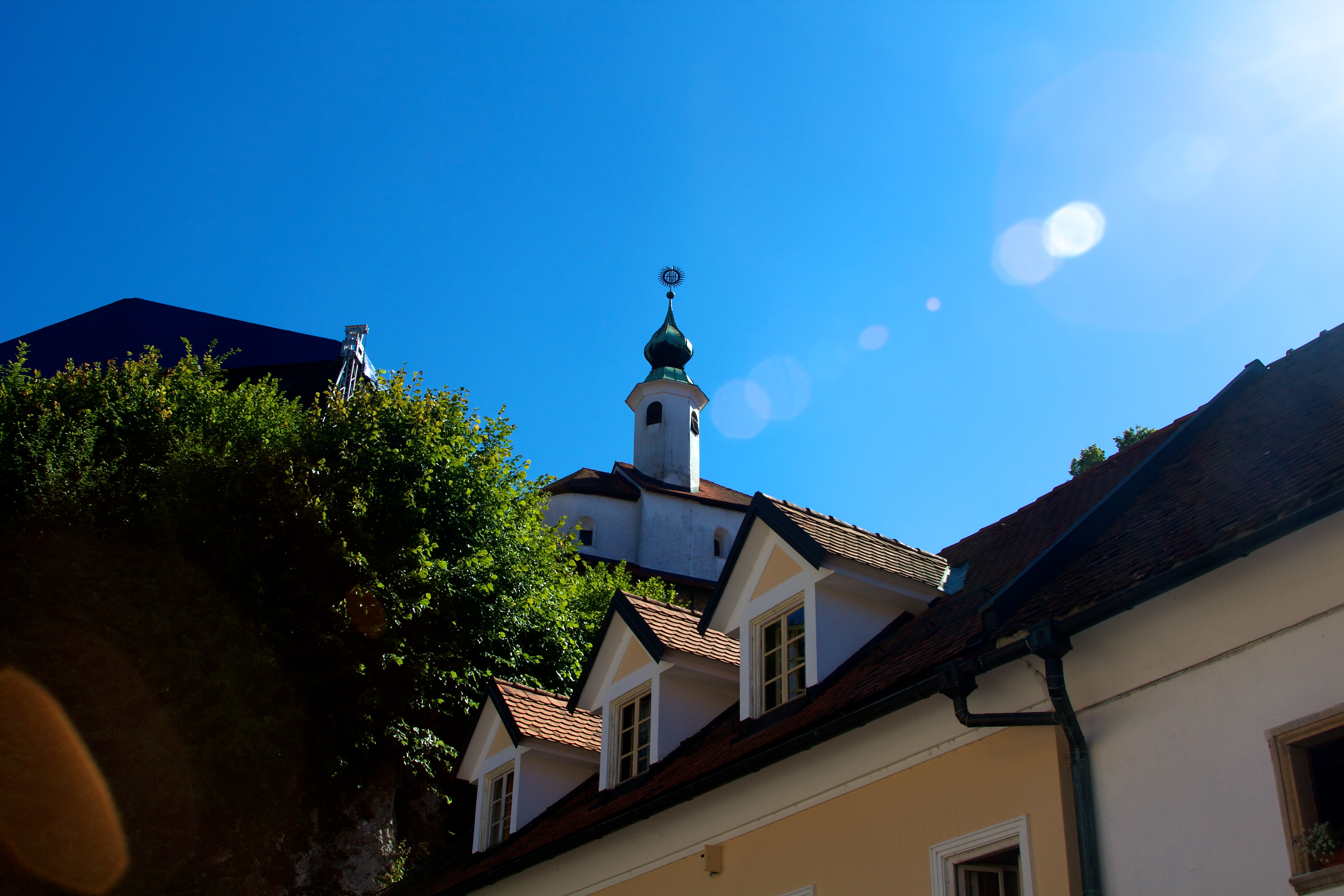
Ovan takåsarna i Kamnik skymtar ett romanskt kapell (1000 – 1100-talet) med en lökformad tornhuv från barocken.